# Ethel Lake, Yukon
Ethel Lake är en sjö i Kanada.   Den ligger i territoriet Yukon, i den västra delen av landet, 4 200 km väster om huvudstaden Ottawa. Ethel Lake ligger 764 meter över havet.